# Maxomys baeodon
Maxomys baeodon és una espècie de mamífer rosegador de la família dels múrids. És endèmic de l'illa de Borneo (Malàisia), on viu a altituds d'entre 900 i 1.400 msnm. Es tracta d'un animal terrestre. El seu hàbitat natural són les selves primàries. Es desconeix si hi ha cap amenaça significativa per a la supervivència d'aquesta espècie.